# Andersleben
Andersleben is een plaats en voormalige gemeente in de Duitse deelstaat Saksen-Anhalt, en maakt deel uit van de Landkreis Börde.

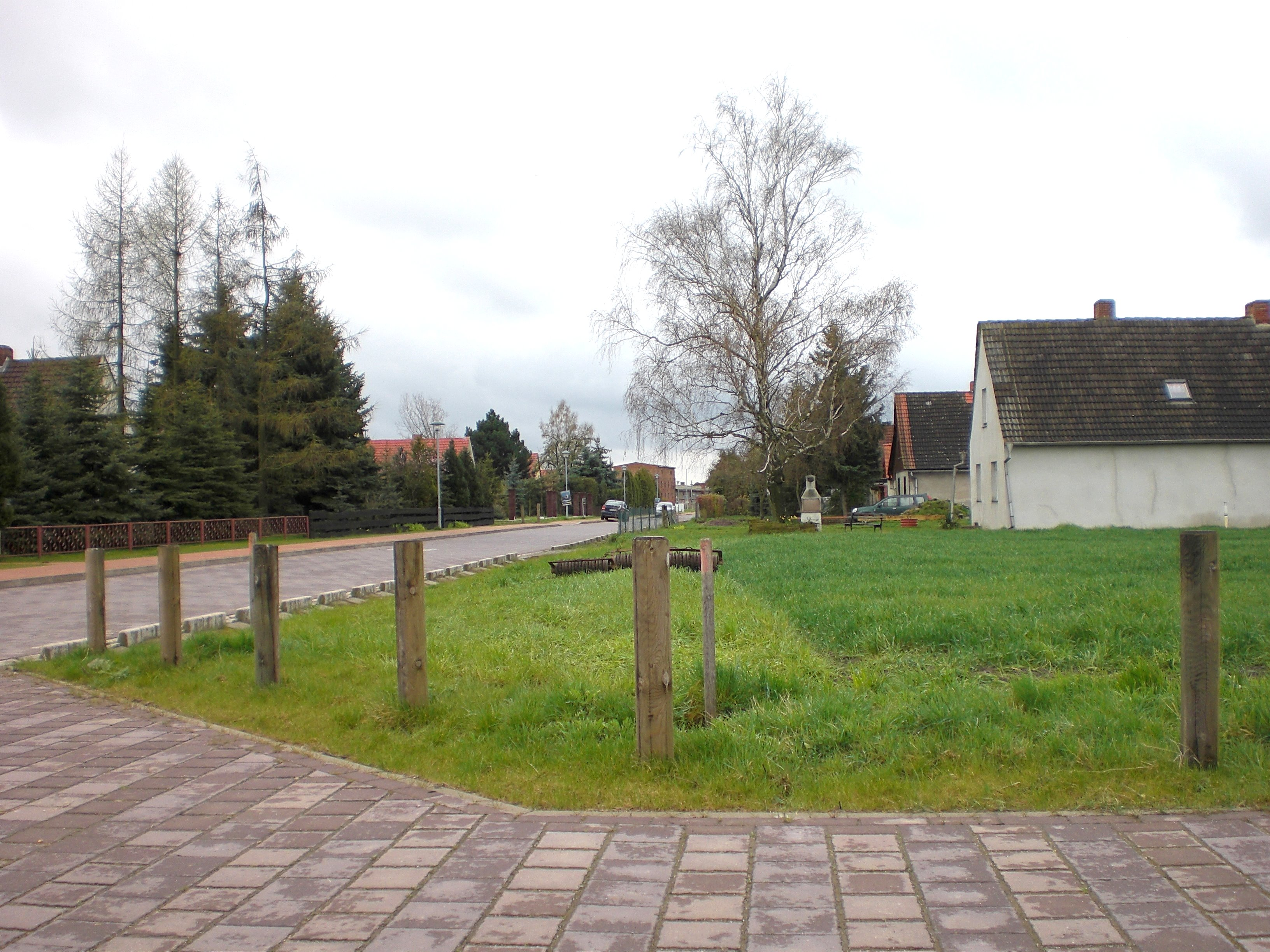
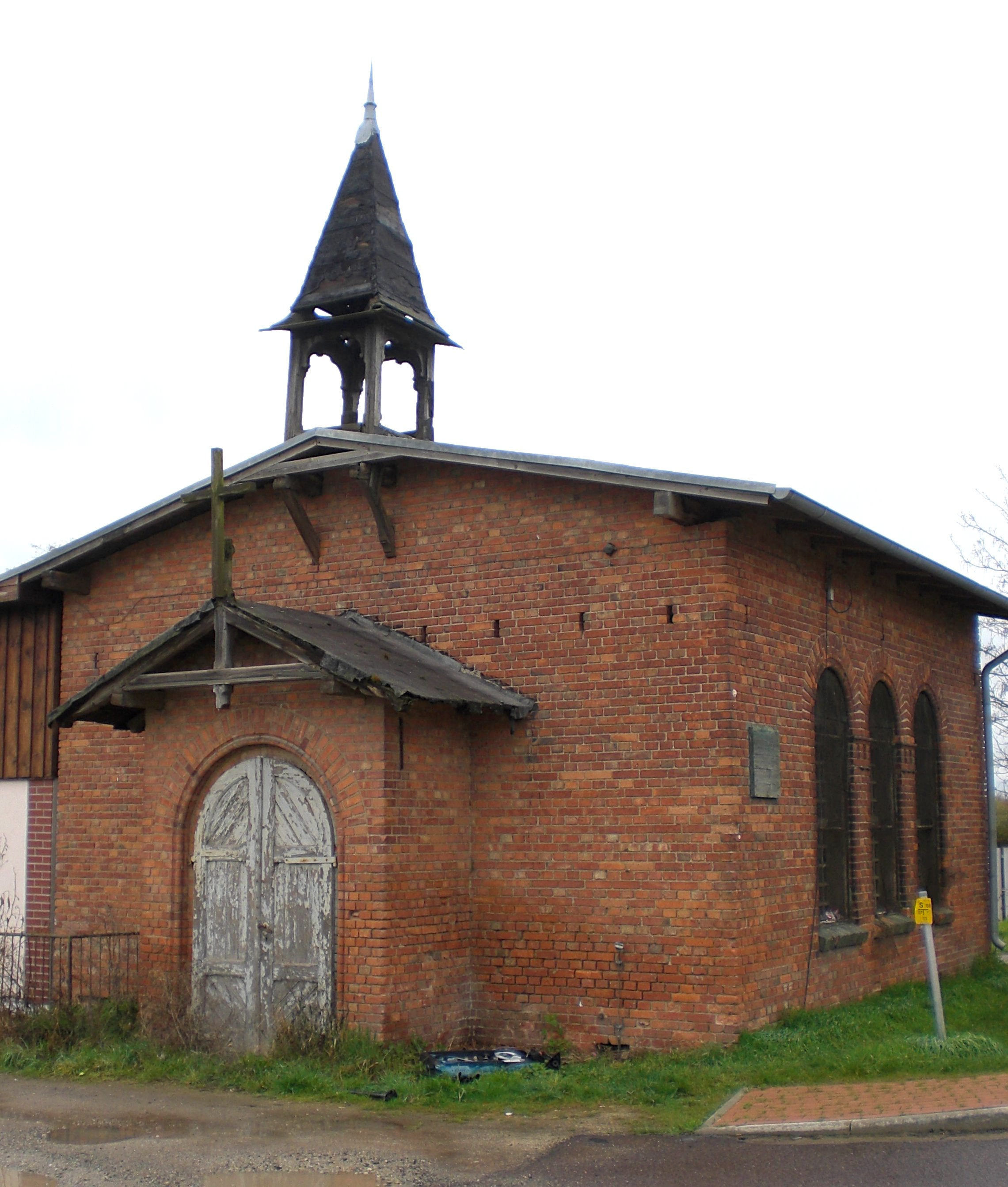

Andersleben telt 66 inwoners.